# Ramphomicron microrhynchum
Ramphomicron microrhynchum е вид птица от семейство Колиброви (Trochilidae).

## Разпространение
Видът е разпространен в Боливия, Венецуела, Еквадор, Колумбия и Перу.